# Mercedes-Benz Viano
Mercedes-Benz Viano (na některých trzích prodávaný jako třída V) je velké MPV na základech dodávky Mercedes-Benz Vito. Modelová řada Mercedes-Benz W639. Na rozdíl od předchůdce, řady W638, má tato řada pohon na zadní kola. Výchozí dodávka (Vito) tak i Viano bylo k dispozici se dvěma různými rozvory ve třech délkách. V roce 2005 bylo Vito oceněno titulem Van of the Year. Dne 31. ledna 2014 byl představen nástupce řady 639. To je opět uvedeno na trh jako třída V (první generace velkoprostorových VANů Mercedes-Benz nesla taky označení třída V), jedná se o stavební řadu 447.
Model obdržel první rozsáhlejší modelovou péči koncem roku 2006, od tohoto data je podstatně lepší odhlučnění a péči se dostalo i zpočátku podceněné antikorozní ochraně. Do nabídky se dostal nejenom v ČR populární (některé ročníky i přes 50 % prodejů) vidlicový vznětový šestiválec. Kultivovaný pohon proslul suverenitou s jakou byl schopen tlačit velkoprostorový vůz s čelní plochou bezmála 4m2 kupředu v dálničních rychlostech legálních pouze v Německu. Také vznětové čtyřválce mírně ztichly, řada OM646 EVO přešla na piezoelektrické vstřikovače a výrobce celkově zapracoval na odhlučnění.
Do prodeje se poté dostal, pro čtyřválce ve spojení s automatickou převodovkou, i pohon 4x4, který dodával rakouský specialista Oberaigner. Pohon 4x4 se pojil se zvýšeným podvozkem. S dobrým obutím a soudným řidičem byl schopný i v lehkém terénu. V terénu bohužel nepřesvědčovalo životností uložení předního diferenciálu a na dálnici poddimenzovaná olejová náplň ve spojení s poněkud „svéráznou“ konstrukcí předního diferenciálu. Dálničním letcům byl schopen se diferenciál odporoučet i před 40 000 km. Komponenty pohonu 4x4 byly pro modelový rok 2010 přepracovány a problémy buď úplně ustaly, nebo se je povedlo posunout do již akceptovatelného nájezdu (první majitel je již většinou neřešil). Od tohoto faceliftu došlo k nasazení moderního, i ve srovnání s poslední evolucí legendárního motoru OM646, podstatně tiššího čtyřválcového agregátu zcela nové řady OM651. Motor v užitkové verzi nepotkal nepovedený experiment s bezpřepadovými vstřikovači Denso. Do té doby byl pro milovníky akustické pohody jedinou volbou šestiválec. Nyní se dal akceptovat i čtyřválec. Všechny motory inovovaného Viana vykazují v praxi citelně nižší spotřebu. Nejnižší spotřebu paliva výrobce vždy udával pro nejsilnější čtyřválce.
Standardní modelovou paletu doplňovalo provedení Fun odvozené ze základního Trendu. Nabízelo možnost spaní. Model Marco Polo s vestavěným malým obytným modulem firmy Westfalia doplňoval nabídku téměř plnohodnotným obytným automobilem (ano, chyběl hygienický koutek). Nad linií Trend v nabídce modelů stály Ambiente a Avantgarde. Akční model Exclusive se objevil krátce před ukončením produkce modelu.
Model Viano V8 se zážehovým motorem M113 v různém stupni naladění v několika kusech postavila firma BRABUS. Model vznikl ještě na bázi prvních ročníků. Jeho až neuvěřitelnou dynamikou testoval seriózně i výrobce vozidla. Žel padlo, pravděpodobně rozumné, rozhodnutí, že podvozek a brzdy již na takovou porci výkonu nemají. Vozy se objevily minimálně jednou i v České republice, kdy je importér měl zapůjčené na předváděcí akci pro zákazníky ve Vysokém Mýtě. Vito (W639) se dočkalo na konci svého životního cyklu i elektrického experimentu s názvem E-CELL, koncern se poté na základě sesbíraných zkušeností rozhodl ve vyšších hmotnostních kategoriích s elektromobilitou zatím nepracovat.
Od roku 2010 pokračuje kariéra modelu i v Číně, a to se zážehovými motory M272 ve verzích o zdvihovém objemu 2,5, 3,0 a 3,5 litru.

## Motory
| Označení      | Motor      | Nejvyšší rychlost | Palivo | Objem    | Typ               | Výkon        | Točivý moment      | Ventily | Plnění         | Převodovka manual | Převodovka automat | Používán od–do |
| ------------- | ---------- | ----------------- | ------ | -------- | ----------------- | ------------ | ------------------ | ------- | -------------- | ----------------- | ------------------ | -------------- |
| Viano 2,0 CDI | I4 2.2 CDI | 160 km/h          | nafta  | 2148 cm³ | OM646 DE22LA      | 80 kW 109 k  | 270 nm 1600–2500   | 16      | turbodmychadlo | 6st manual        | 5st automat        | 2003–2006      |
| Viano 2,2 CDI | I4 2,2 CDI | 174 km/h          | nafta  | 2148 cm³ | OM646 DE22LA      | 110 kW 150 k | 330 nm 1800–2400   | 16      | turbodmychadlo | 6st manual        | 5st automat        | 2003–2006      |
| Viano 2,0 CDI | I4 2.2 CDI | 165 km/h          | nafta  | 2148 cm³ | OM646 DE22LA(EVO) | 85 kW 116 k  | 290 Nm 1600–2400   | 16      | turbodmychadlo | 6st manual        | 5st automat        | 2006–2010      |
| Viano 2,2 CDI | I4 2,2 CDI | 174 km/h          | nafta  | 2148 cm³ | OM646 DE22LA(EVO) | 110 kW 150 k | 330 Nm 1800–2400   | 16      | turbodmychadlo | 6st manual        | 5st automat        | 2006–2010      |
| Viano 2,0 CDI | I4 2.2 CDI | 170 km/h          | nafta  | 2143 cm³ | OM651 DE22LA      | 100 kW 136 k | 310 Nm 1400–2400   | 16      | turbodmychadlo | 6st manual        | 5st automat        | 2010–2014      |
| Viano 2,2 CDI | I4 2,2 CDI | 186 km/h          | nafta  | 2143 cm³ | OM651 DE22LA      | 120 kW 163 k | 360 Nm 1800–2400   | 16      | turbodmychadlo | 6st manual        | 5st automat        | 2010–2014      |
| Viano 3,0 CDI | V6 3,0 CDI | 198 km/h          | nafta  | 2987 cm³ | OM642 DE30LA      | 150 kW 204 k | 440 Nm 1800–2400   | 24      | turbodmychadlo |                   | 5st automat        | 2006–2010      |
| Viano 3,0 CDI | V6 3,0 CDI | 199 km/h          | nafta  | 2987 cm³ | OM642 DE30LA      | 165 kW 224 k | 440 Nm 1400–2800   | 24      | turbodmychadlo |                   | 5st automat        | 2010–2014      |
| Viano 3,0     | V6 3,2     | 181 km/h          | benzín | 3199 cm³ | M112 E 32 red     | 140 kW 190 k | 270 Nm 2750–4750   | 18      | atmosférický   |                   | 5st automat        | 2003–2008      |
| Viano 3,2     | V6 3,2     | 191 km/h          | benzín | 3199 cm³ | M112 E 32         | 160 kW 218 k | 305 Nm 2800 ot/min | 18      | atmosférický   |                   | 5st automat        | 2003–2004      |
| Viano 3,5     | V6 3,7     | 199 km/h          | benzín | 3724 cm³ | M112 E 37         | 170 kW 231 k | 345 Nm 2500–4500   | 18      | atmosférický   |                   | 5st automat        | 2004–2007      |
| Viano 3,5     | V6 3,5     | 199 km/h          | benzín | 3498 cm³ | M272 E 35         | 190 kW 258 k | 340 Nm 2500–5000   | 24      | atmosférický   |                   | 5st automat        | 2007–2014      |